# Adaina costarica
Adaina costarica là một loài bướm đêm trong họ Pterophoridae. Loài bướm đêm này được tìm thấy ở Costa Rica. Con trưởng thành có sải cánh dài 13–16 mm. Con trưởng thành bay vào tháng 7 trong năm. 